# ده عیسی سفلی
ده عیسی سفلی روستایی در دهستان ادیمی بخش مرکزی شهرستان نیمروز استان سیستان و بلوچستان ایران است. بر پایه سرشماری عمومی نفوس و مسکن در سال ۱۳۹۰ جمعیت این روستا ۳۵۸ نفر (در ۹۹ خانوار) بوده است.